# Ставоцька сільська рада
Ставоцька сільська́ ра́да (біл. Ставоцкі сельсавет) — адміністративно-територіальна одиниця у складі Пінського району Берестейської області Білорусі. Адміністративний центр — село Ставок.

## Склад
Населені пункти, що підпорядковувалися сільській раді станом на 2009 рік:
| Населений пункт | Тип  | Населення, осіб (2009) |
| --------------- | ---- | ---------------------- |
| Красієво        | село | 224                    |
| Кривчиці        | село | 260                    |
| Новоселля       | село | 157                    |
| Подболоття      | село | 89                     |
| Рудавин         | село | 187                    |
| Ставок          | село | 337                    |
| Ченчиці         | село | 258                    |

## Населення
За переписом населення Білорусі 2009 року чисельність населення сільської ради становила 1512 осіб.

### Національність
Розподіл населення за рідною національністю за даними перепису 2009 року:
| Національність | Осіб | Відсоток |
| -------------- | ---- | -------- |
| білоруси       | 1382 | 91,40 %  |
| росіяни        | 50   | 3,31 %   |
| українці       | 39   | 2,58 %   |
| поляки         | 35   | 2,31 %   |
| німці          | 4    | 0,26 %   |
| азербайджанці  | 2    | 0,13 %   |
| Разом          | 1512 | 100 %    |